# JŽ-Baureihe 740
Die JŽ-Baureihe 740 sind Diesellokomotiven, die für die Schmalspurbahnen mit der Spurweite von 760 mm in Jugoslawien beschafft wurden und dort die zahlreichen überalterten Dampflokomotiven ablösen sollten. Aufgrund der Einstellung der Schmalspurbahnen waren sie dort nur etwa zehn Jahre im Einsatz. Einige von ihnen wurden an private Betreiber im In- und Ausland verkauft und sind heute noch in Betrieb.

## Geschichte

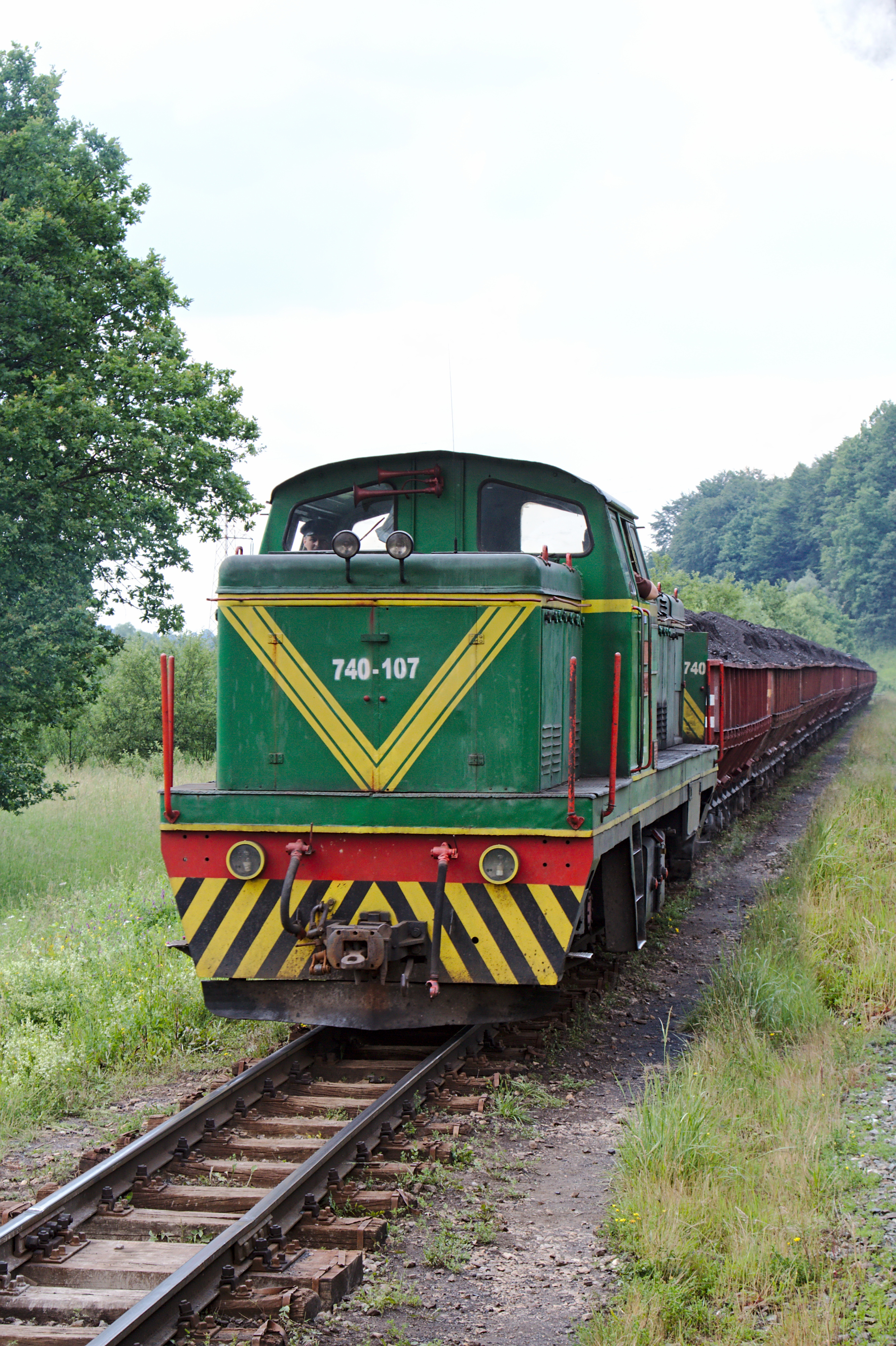
740-107 mit Produktionszug auf der Kohlenbahn Banovići, 2016

In den 1960er Jahren besaß das Streckennetz der jugoslawischen Schmalspurbahnen noch eine Ausdehnung von etwa 3000 km. Es stammte größtenteils noch aus der Zeit vor dem Ersten Weltkrieg und wurde in der Zwischenkriegszeit weiter ausgebaut. Auf diesen Strecken waren zahlreiche Dampflokomotiven eingesetzt, die zum Teil noch aus dem 19. Jahrhundert stammten. Zur Rationalisierung des Betriebes nahmen die JŽ Ende der 1960er Jahre ein umfangreiches Verdieselungsprogramm in Angriff, wodurch ein Großteil der Dampflokomotiven auf den Schmalspurstrecken abgelöst werden sollte. Mit dem Ersatz der Bosnabahn und der Narentabahn durch normalspurige Neubaustrecken bzw. Umspurung schmalspuriger Abschnitte war das zusammenhängende Streckennetz zerfallen, es verblieben Stichbahnen von eher regionaler Bedeutung mit aber immer noch beachtlichen Längen und Verkehrsaufkommen. Eine komplette Einstellung war zunächst nicht vorgesehen.
So entstand 1968 die erste Diesellokomotive mit der Bezeichnung 740-001, die umfangreichen Erprobungen auf der Bosnischen Ostbahn unterzogen wurde. Daraufhin bestellten die JŽ einschließlich der Versuchslokomotive insgesamt 40 Diesellokomotiven bei Đuro Đaković in Slavonski Brod, mit denen vor allem der Güterverkehr verdieselt werden sollte. Für den hochwertigen Reisezugverkehr wurde ab 1967 die Triebwagenreihe 802 in Dienst gestellt.
Die Bestellung teilte sich auf in:
- 740-001–015 ohne Heizeinrichtung
- 740-101–125 (mit Heizkessel)[1]

Die Lokomotiven wurden bis Anfang 1972 an die Staatsbahn in die Eisenbahndirektion Sarajevo ausgeliefert. Mit ihnen konnte der Dampfbetrieb auf den verbliebenen Schmalspurbahnen weitgehend abgelöst werden. Besonders auf den langen Steigungsstrecken der Bosnischen Ostbahn über den Pass bei Stambulčić und den Kehrschleifen des Šargan-Passes sowie auf der ehemaligen Steinbeisbahn waren die Diesellokomotiven sehr vorteilhaft im Betrieb. Auf der Bahnstrecke Lašva–Donji Vakuf–Jajce/Bugojno über den Komarsattel wurden die Lokomotiven auch auf den Zahnstangenabschnitten eingesetzt und konnten hier im reinen Adhäsionsbetrieb die Zahnrad-Dampflokomotiven unterstützen. Auch auf den dalmatinischen Schmalspurbahnen, die durch eine sehr wasserarme Region führten, war die Ablöse der Dampftraktion äußerst willkommen.
Ein radikaler Meinungsumschwung im Bereich der Bahndirektion Sarajevo führte in den 1970ern zur kontinuierlichen Einstellung aller Schmalspurstrecken, die 1978 abgeschlossen war. Die systematische Schließung der Schmalspurbahnen durch Umstellung auf Busbetrieb bewirkte, dass die Lokomotiven und Triebwagen auf ihren angestammten Strecken teilweise nicht einmal ein Alter von zehn Jahren erreichten.

## Verbleib

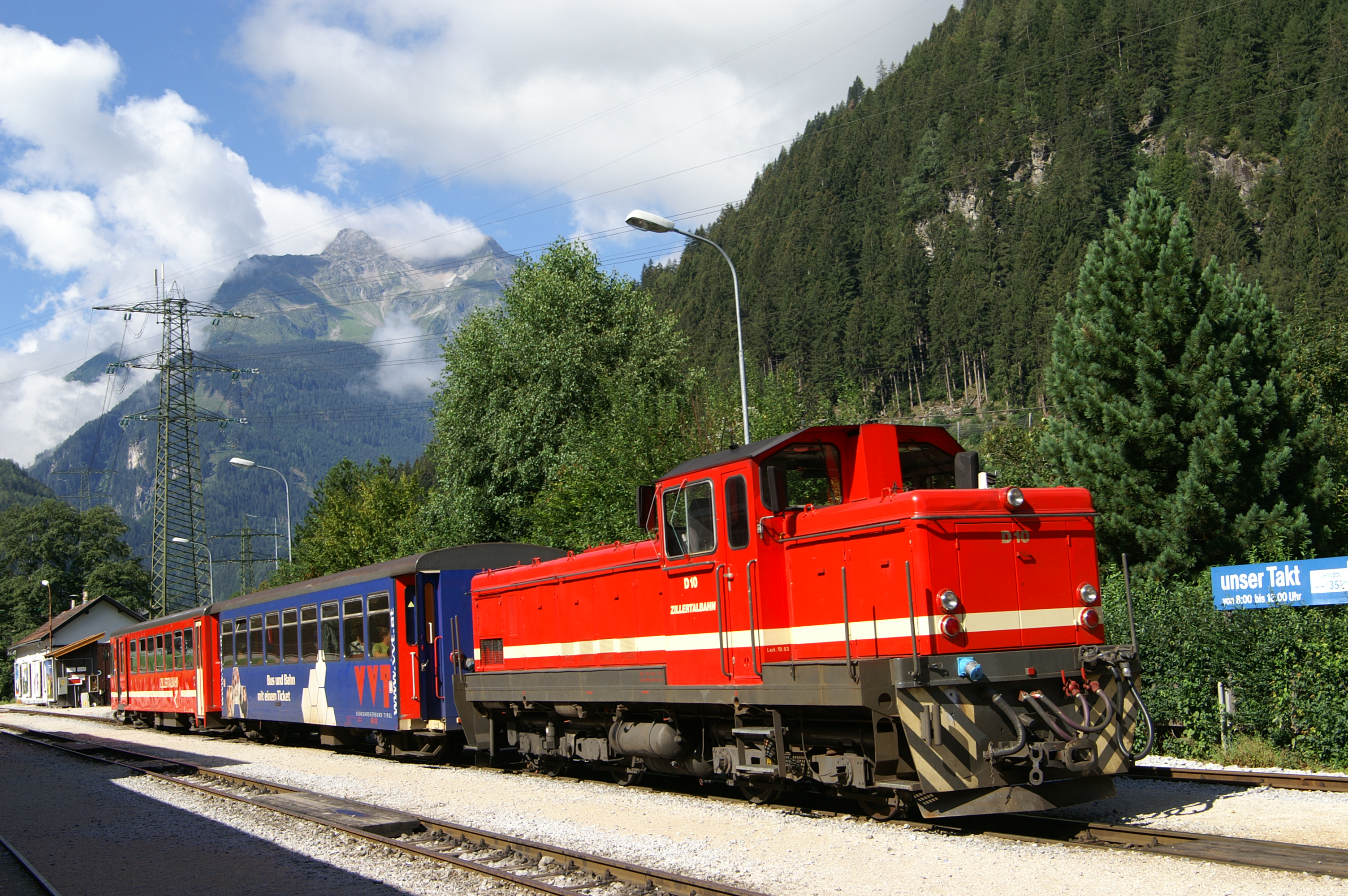
D10 der Zillertalbahn, ex. 740-007, im Mayrhofen

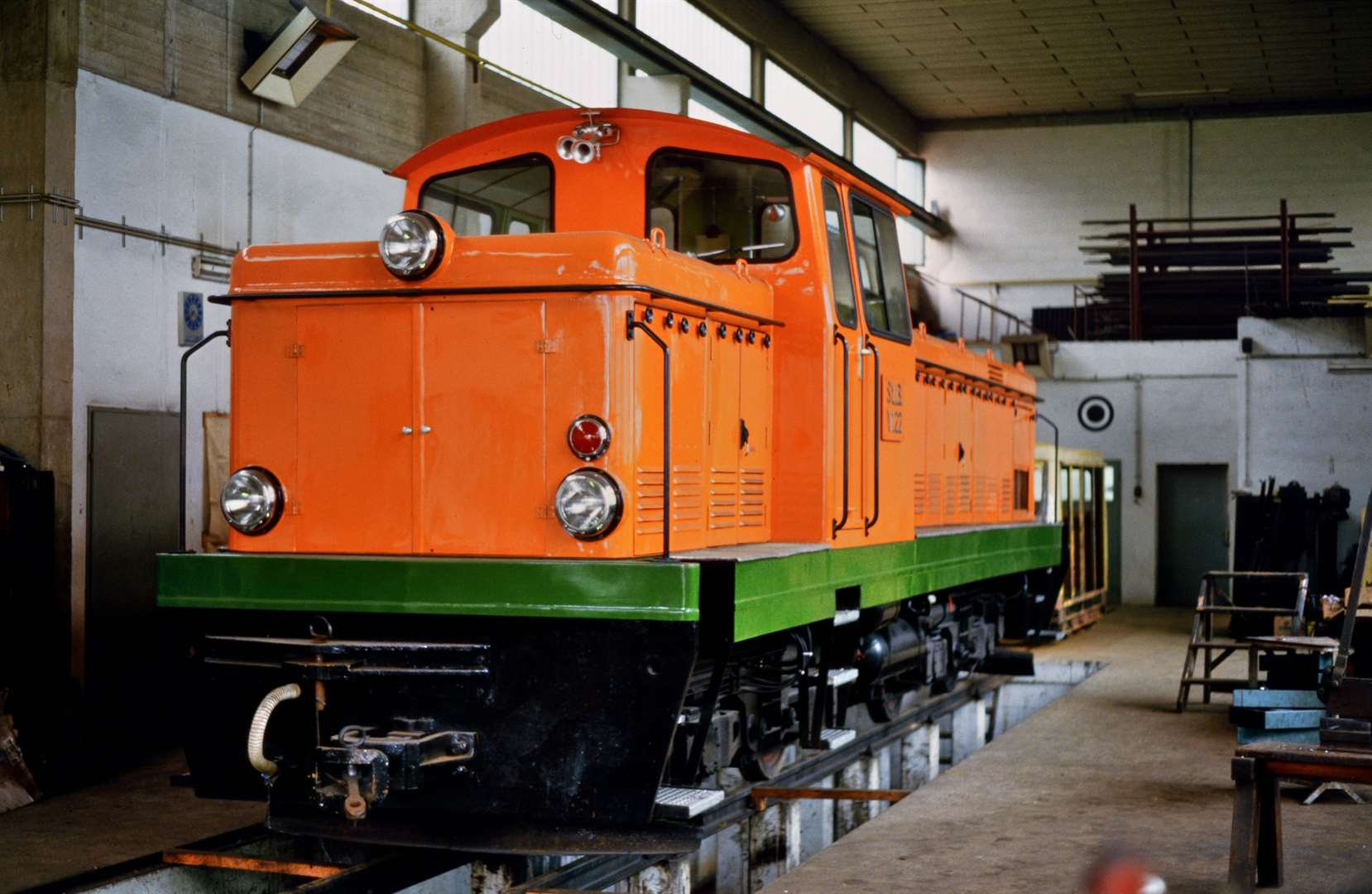
Die neu aufgebaute VL 22 der StLB in Kapfenberg, 1984

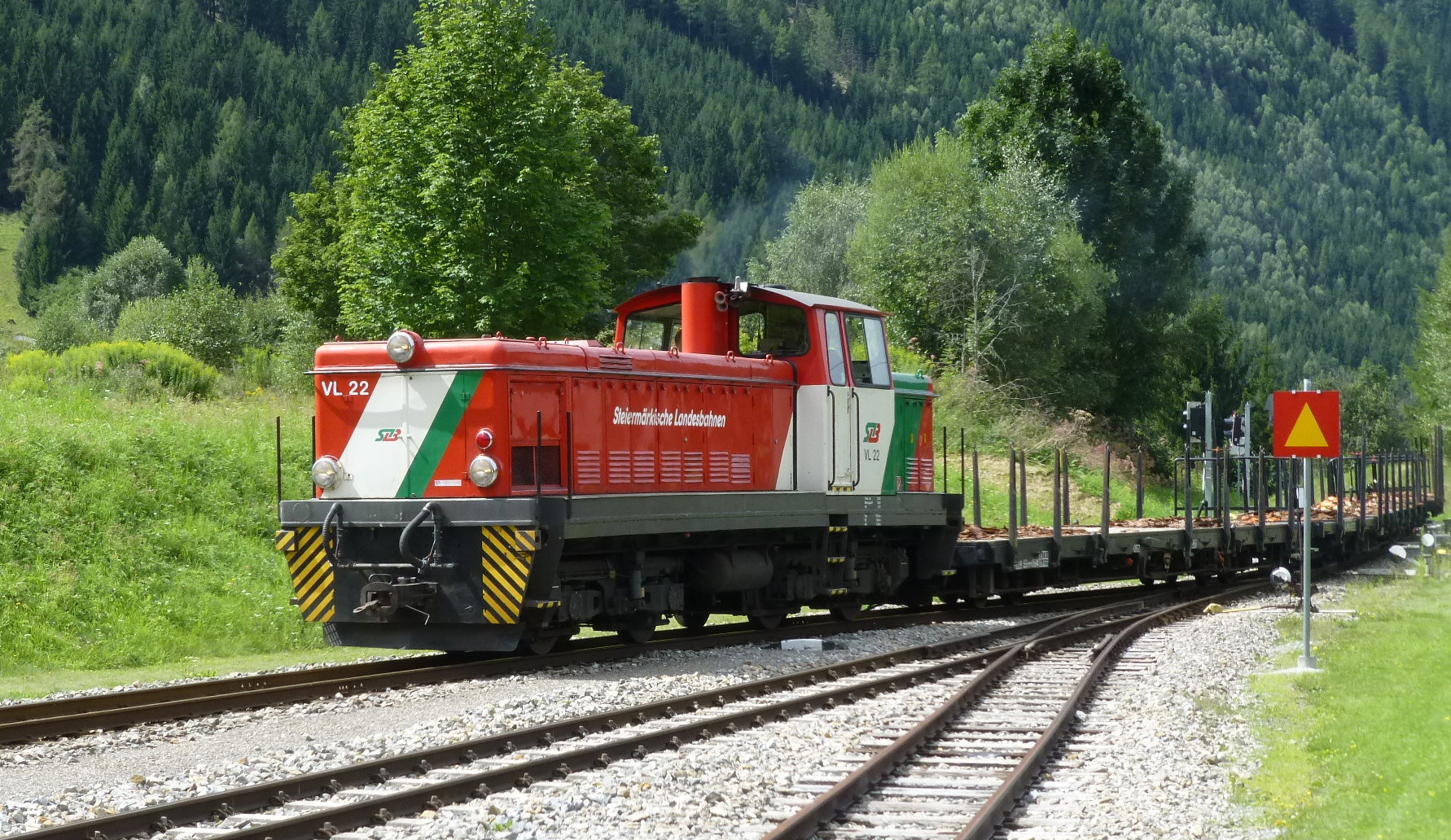
VL 22 der StLB in Stadl an der Mur auf der Murtalbahn

In Jugoslawien waren nach 1978 nur noch die 760 mm-Schmalspurstrecken Bijeljina–Bosanska Mezgraja, Bogovina–Zaječar und Mladenovac–Lajkovac im Bereich der Direktion Belgrad mit Dampfbetrieb verblieben, die ersten beiden wurden aber schon 1979 eingestellt. Lediglich Mladenovac–Lajkovac wurde noch bis 1982 im Güterverkehr bedient, an einer Übernahme von Diesellokomotiven war man wegen der sich bereits abzeichnenden Einstellung dort aber nicht mehr interessiert. Die Suche nach Käufern im Ausland erwies sich als schwierig, da trotz des jungen Alters der Maschinen vor allem die Motoren bereits stark verschlissen waren. So wurden die verkauften Exemplare bei ihren neuen Besitzern durchwegs mit neuen Motoren ausgestattet.
- Vier Lokomotiven wurden an die Kohlenbahn Banovići für den Streckendienst verkauft.[2] Die Lokomotiven 740-107, 108 und 113 sind noch vorhanden und kommen abwechselnd zum Einsatz, die Motoren wurden auf solche von Cummins (VTA28C) getauscht.[3]
- Die 740-025 wurde für den Einsatz auf einer Kohlenbahn in Kostolac in Serbien auf eine Spurweite von 900 mm umgespurt.[2] Ein Rückbau auf 760 mm für den Einsatz auf der Šarganska osmica war angedacht.
- Die 740-007 kam 1980 zur österreichischen Zillertalbahn und erhielt dort die neue Betriebsnummer D 10. Vor der Wiederinbetriebnahme im Jänner 1982 wurde sie bei den Jenbacher Werken aufgearbeitet und ein Jenbacher Zweitakt-Motor JW 600 mit 440 kW Leistung eingebaut. Sie erhielt ein neues Führerhaus, neue Bedienpulte sowie ein Zugheizaggregat mit 45 kW Leistung, um auch im Personenverkehr aushelfen zu können. 1994 bis April 1995 wurde sie mit einem Jenbacher Viertakt-Motor (J 212 DS, 470 kW) neu motorisiert und eine Wendezugsteuerung eingebaut. Die Höchstgeschwindigkeit wurde auf 70 km/h angehoben, außerdem erneuerte man das Zugheizaggregat und führte umfangreiche Schallschutzmaßnahmen durch.[4]

Anfang der 2010er Jahre wurde die D 10 nach einem Motorschaden abgestellt, wegen Triebfahrzeugmangel nach der Wiederaufnahme des Güterverkehrs begann man im Winter 2021 aber mit einer kompletten Aufarbeitung. Der neue Motor ist wie bei den StLB-Loks nun ebenfalls von MTU. Im Juni 2024 waren die Arbeiten noch im Gange, aber schon weit fortgeschritten.
- Zwei weitere Lokomotiven (740-023 und 024) wurden 1980 von den Steiermärkischen Landesbahnen (StLB) gekauft, die mit den Betriebsnummern VL 22 und VL 23 auf der Thörlerbahn und der Feistritztalbahn eingesetzt wurden.[5] Hier führten die Fahrzeuge vorrangig Güterzugdienste aus.[6] Beim ersten Umbau in den 1980er Jahren in Kapfenberg erhielten die beiden Loks einen Motor von MTU mit 450 kW Leistung und die VL 22 (ex 740-023) ging als erste 1984 in Betrieb.
  - Nach der Einstellung des Güterverkehrs auf der Thörlerbahn im Jahr 1995 erhielt die VL 22 in der Kapfenberger Werkstatt einen stärkeren MTU-Motor mit 485 kW (MTU 6V 396 TC 12[7] – wie bei manchen Loks der Serie VL 11–16). Außerdem wurde sie mit einer Funkfernsteuerung sowie für den Betrieb mit den Steuerwagen der Murtalbahn ausgerüstet. Sie erhielt auch einen Neulack im damaligen Farbschema der StLB in rot-weiß-grün und wurde im Juli 1996 ins Feistritztal überstellt. Nach der Einstellung des Güterverkehrs auf der Feistritztalbahn (Dezember 2014) kam sie im August 2015 ins Murtal, wo sie aber nur fallweise im Güterverkehr zum Einsatz kommt.
  - Die VL 23 wurde 1986 in Kapfenberg in Betrieb gestellt. Nach der Einstellung der Thörlerbahn führte sie bis 1999 noch vereinzelt den Verschub von Normalspurwagen in Kapfenberg durch. Anschließend an einen kurzen Aufenthalt auf der Feistritztalbahn wurde sie von 1999 bis 2003 an die Zillertalbahn ausgeliehen, zur Bewältigung des starken Güterverkehrs.[8] Danach kam sie wieder zur Feistritztalbahn, wo sie im Wechsel mit der VL 22 die Güterzüge führte. Nach der Einstellung der Feistritztalbahn kam sie 2015 ebenfalls zur Murtalbahn und erhielt dort einen dunkelblau-weißen Neulack. Ab April 2021 wurde sie erneut an die Zillertalbahn ausgeliehen, für die Wiederaufnahme des Güterverkehrs.
- Die nicht betriebsfähige und unvollständige 740-106 wurde 1998 von der Kohlenbahn Banovići an die StLB verkauft. Sie war zerlegt in Weiz eingelagert, die vorgesehene Aufarbeitung wurde wegen der Einstellung der Feistritztalbahn aber nicht mehr durchgeführt. Ende der 2010er Jahre wurde sie an die CFI in Rumänien verkauft.
- Drei Lokomotiven (740-003, 006 und 020) kamen 1983 zum italienischen Gleisbauunternehmen Gleismac, zwei (je nach Quelle die 740-006 und 020[9] oder eher die 740-003 und 006[10]) wurden nach Spanien an das Infrastrukturunternehmen COMSA weiterverkauft. Zumindest die 740-006 wurde auf eine Spurweite von 1000 mm umgespurt und bei Infrastrukturarbeiten eingesetzt,[11] die 003 vermutlich auch. Die 740-006 soll 2008 nach Argentinien verkauft worden sein.

Das weitere Schicksal der 740-020 (oder 003) ist nicht gesichert bekannt, aus den frühen 1990er Jahren gibt es allerdings eine Sichtungsmeldung aus Jurong in Malaysien. Diese Lokomotive mit der Nummer IL3 wurde ebenfalls auf Meterspur umgebaut und bei Infrastrukturarbeiten eingesetzt.
- Eine weitere Quelle[2] schreibt von einer vollständig umgebauten Lokomotive unbekannter Nummer auf der Nonstalbahn in Italien. Allerdings handelt es sich hierbei um eine ehemalige FAUR L45H,[12] Fotos einer ehemaligen JŽ 740 sind von dort nicht bekannt.

Ein Verkauf mehrerer Lokomotiven an die ÖBB scheiterte an Intervention vonseiten der österreichischen Schienenfahrzeugindustrie. Jene Maschinen, für die sich kein Käufer fand, wurden nach dem Ausbau von verwendbaren Teilen für ähnlich ausgestattete Regelspurlokomotiven desselben Herstellers verschrottet.

## Technische Beschreibung
Ausgeführt sind die Lokomotiven mit einem außermittig angeordneten Führerstand und entsprechend ungleich langen Vorbauten. Im großen Vorbau ist die Maschinen- und Kühlanlage, im kleinen Vorbau die Batterie und bei den Lokomotiven der Untergruppe 740.1 der Heizkessel für die Dampfheizung untergebracht.
Angetrieben wurden die Lokomotiven ursprünglich mit einem unter Lizenz von SACM bei Đuro Đaković hergestellten schnelllaufenden Dieselmotor vom Typ MGO V12 A, der auch in zahlreichen regelspurigen Diesellokomotiven wie den heutigen 2041 oder 2042 der HŽ Verwendung fand. Das brachte zahlreiche Vorteile bei der Ersatzteilvorhaltung. Der Motor befindet sich in der Mitte des großen Vorbaues. Unmittelbar vor dem Führerstand ist in diesem Vorbau das Strömungsgetriebe, das über eine Gelenkwelle vom Motor angetrieben wird, gelagert. Es ist ein Getriebe von Voith mit der Bezeichnung L 26/ST/V und von dort wird das Drehmoment auf die vier Achsen der Drehgestelle ebenfalls über Gelenkwellen und Achsgetriebe übertragen. Der Antrieb der Kühlventilatoren geschieht über ein hydrostatisches Getriebe vom Dieselmotor aus.
Die Lokomotiven sind mit drei Bremssystemen ausgerüstet. Neben der Handbremse besitzen die Lokomotiven eine direkte Druckluftbremse für die Lok und eine Vakuumbremse für den Zug, da zur Zeit ihrer Indienststellung bei den jugoslawischen Schmalspurbahnen noch ausschließlich damit gebremst wurde. Später wurden einige Lokomotiven auch mit Druckluft-Bremsventilen für die Wagen ausgerüstet (zumindest bei der Zillertalbahn und in Banovići sowie bei den Lokomotiven für Bauzugzwecke).

## Lokomotivliste
Erhaltene Lokomotiven sind hervorgehoben
| Hersteller   | Fabriks-Nummer | Baujahr | JŽ-Nr.  | Verbleib                                | Umbau   | Anmerkung                               |
| ------------ | -------------- | ------- | ------- | --------------------------------------- | ------- | --------------------------------------- |
| Đuro Đaković | 661            | 1968    | 740-001 |                                         |         |                                         |
|              | 776            | 1970    | 740-101 |                                         |         |                                         |
|              | 875            | 1970    | 740-002 |                                         |         |                                         |
|              | 876            | 1970    | 740-003 | COMSA, Spanien (Nr. 51 LOD 3031)        | 1000 mm | Status unbekannt                        |
|              | 877            | 1970    | 740-004 |                                         |         |                                         |
|              | 878            | 1970    | 740-005 |                                         |         |                                         |
|              | 879            | 1970    | 740-006 | COMSA, Spanien (Nr. 51 LOD 3032)        | 1000 mm | 2008 nach Argentinien, Status unbekannt |
|              | 880            | 1970    | 740-007 | Zillertalbahn D 10                      |         | in Aufarbeitung                         |
|              | 881            | 1970    | 740-008 |                                         |         |                                         |
|              | 882            | 1970    | 740-009 |                                         |         |                                         |
|              | 883            | 1970    | 740-010 |                                         |         |                                         |
|              | 884            | 1970    | 740-011 |                                         |         |                                         |
|              | 885            | 1970    | 740-012 |                                         |         |                                         |
|              | 886            | 1970    | 740-013 |                                         |         |                                         |
|              | 887            | 1971    | 740-102 |                                         |         |                                         |
|              | 888            | 1971    | 740-103 |                                         |         |                                         |
|              | 889            | 1971    | 740-104 |                                         |         |                                         |
|              | 890            | 1971    | 740-105 |                                         |         |                                         |
|              | 891            | 1971    | 740-106 | Banovići; 1998 an StLB; ~2019 an CFI/RO |         | nur Rahmen, Drehgestelle, Getriebe      |
|              | 892            | 1971    | 740-107 | Banovići                                |         | betriebsfähig                           |
|              | 893            | 1971    | 740-108 | Banovići                                |         | betriebsfähig                           |
|              | 894            | 1971    | 740-109 |                                         |         |                                         |
|              | 895            | 1971    | 740-110 |                                         |         |                                         |
|              | 896            | 1971    | 740-111 |                                         |         |                                         |
|              | 897            | 1971    | 740-112 |                                         |         |                                         |
|              | 898            | 1971    | 740-113 | Banovići                                |         | betriebsfähig                           |
|              | 899            | 1971    | 740-114 |                                         |         |                                         |
|              | 900            | 1971    | 740-115 |                                         |         |                                         |
|              | 901            | 1971    | 740-014 |                                         |         |                                         |
|              | 902            | 1971    | 740-015 |                                         |         |                                         |
|              | 903            | 1971    | 740-016 |                                         |         |                                         |
|              | 904            | 1971    | 740-017 |                                         |         |                                         |
|              | 905            | 1971    | 740-018 |                                         |         |                                         |
|              | 906            | 1971    | 740-019 |                                         |         |                                         |
|              | 907            | 1972    | 740-020 | Gleismac, Italien                       |         | Verbleib unbekannt (mglw. Malaysien)    |
|              | 908            | 1972    | 740-021 |                                         |         |                                         |
|              | 909            | 1972    | 740-022 |                                         |         |                                         |
|              | 910            | 1972    | 740-023 | StLB VL 22                              |         | betriebsfähig                           |
|              | 911            | 1972    | 740-024 | StLB VL 23                              |         | betriebsfähig                           |
|              | 912            | 1972    | 740-025 | Kostolac Nr. 4; ~1995 an MIN Niš        | 900 mm  | Status unbekannt                        |